# Agrilus nigroviolaceus
Agrilus nigroviolaceus es una especie de insecto del género Agrilus, familia Buprestidae, orden Coleoptera.
Fue descrita científicamente por Deyrolle, en 1864.